# 杜家站
杜家站，位于黑龙江省哈尔滨市五常市杜家镇，建于1933年，现隶属沈阳铁路局，为四等站。拉滨铁路经过此站。

## 业务办理
不办理客运业务。货运业务办理整车发到。